# Othmar Eichenberger
Othmar Eichenberger (* 2. März 1901 in Gränichen; † 11. April 1937) war ein Schweizer Radrennfahrer und nationaler Meister im Radsport.

## Sportliche Laufbahn
Eichenberger war im Strassenradsport und im Querfeldeinrennen (heutige Bezeichnung Cyclocross) aktiv.
Bei den Strassenradsport-Weltmeisterschaften 1923 gewann er hinter Libero Ferrario aus Italien die Silbermedaille. Ebenfalls 1923 gewann er die nationale Meisterschaft im Strassenrennen der Amateure. Das Amateurrennen der Meisterschaft von Zürich konnte er 1920 für sich entscheiden. 1923 siegte er erneut vor Otto Lehner, 1924 kam er hinter Alfred Saccoman auf den zweiten Rang. In den Schweizer Radquer-Meisterschaften 1922 und 1923 holte er den Titel, 1924 wurde er Dritter.